# Liste der Bodendenkmale in Ostritz
In der Liste der Bodendenkmale in Ostritz sind die Bodendenkmale der Stadt Ostritz und ihrer Ortsteile nach dem Stand der Auflistung von Harald Quietzsch und Heinz Jacob aus dem Jahr 1982 aufgelistet. Eventuelle Änderungen und Ergänzungen, insbesondere aus der Zeit nach der Wende, sind nicht berücksichtigt, da für Sachsen aktuell keine neueren allgemein zugänglichen Bodendenkmallisten vorliegen. Die Baudenkmale sind in der Liste der Kulturdenkmale in Ostritz aufgeführt.
| Denkmal-ID | Fundart            | Ortsteil | Bezeichnung          | Zeitstellung    | Lage | Bemerkungen                                                                       | Bild |
| ---------- | ------------------ | -------- | -------------------- | --------------- | --- | --------------------------------------------------------------------------------- | ---- |
| ?          | besonderer Stein   | Leuba    | Steinkreuz           | Spätmittelalter | im Ort zwischen Kirchhof und Straße                                                                      | jüngere Dolchausmeißelung und Inschrift, Schutz seit 26. Juni 1970                |      |
| ?          | Befestigung > Burg | Ostritz  | Wallanlage           | Slawenzeit      | südsüdwestlich des Orts, im Wald westlich des Klosters St. Marienthal auf einem Bergsporn über der Neiße | Gipfelbefestigung mit umfassendem Wallzug und Einbauten, Schutz seit 8. Juni 1970 |      |
| ?          | Befestigung > Burg | Ostritz  | vermutete Wehranlage | Mittelalter?    | südsüdwestlich des Orts, im Wald westlich des Klosters St. Marienthal auf einem Bergsporn über der Neiße | Spornlage mit möglichem Abschnittswall, Schutz seit 1936, erneuert 8. Juni 1970   |      |